# Giải Oscar cho phim quốc tế xuất sắc nhất
Giải Oscar cho phim ngoại ngữ hay nhất là giải thưởng của Viện Hàn lâm Khoa học và Nghệ thuật Điện ảnh Hoa Kỳ hàng năm cho phim không dùng tiếng Anh, được trao cho đạo diễn cũng như nước xuất thân.
Trên báo chí Việt Nam, tên giải thường này thường được dịch là Giải Oscar cho phim nước ngoài hay nhất.

## Từ 1947 đến 1955
Trước năm 1956, giải Oscar không được trao cho phim ngoại ngữ, các phim ngoại ngữ sau đây được trao một giải danh dự được xem như tương đương với giải này.
| Năm  | Quốc gia        | Phim                         | Hãng sản xuất                                   | Nhà sản xuất                      | Đạo diễn           |
| ---- | --------------- | ---------------------------- | ----------------------------------------------- | --------------------------------- | ------------------ |
| 1947 | Ý               | Sciuscià                     | Societa Co-operativa Alfa Cinematografica       | Paolo William Tamburella          | Vittorio De Sica   |
| 1948 | Pháp            | Monsieur Vincent             | - E. D. I. C. - Union Général Cinématographique | George de la Grandiere            | Maurice Cloche     |
| 1949 | Ý               | Ladri di biciclette          | Mayer                                           | Vittorio De Sica                  | Vittorio De Sica   |
| 1950 | Pháp Ý          | Au delà des grilles          | - Francinex - Italia Produzione                 | George Agliani và Alfredo Guarini | René Clément       |
| 1951 | Nhật Bản        | Rashomon (羅生門)            | Daiei Studios                                   | Jingo Minoru                      | Kurosawa Akira     |
| 1952 | Pháp            | Jeux interdits               | Silver Films                                    | Robert Dorfmann                   | René Clément       |
| 1953 | không trao giải | không trao giải              | không trao giải                                 | không trao giải                   | không trao giải    |
| 1954 | Nhật Bản        | Jigokumo (地獄門)            | Daiei Studios                                   | Nagata Masaichi                   | Kinugasa Teinosuke |
| 1955 | Nhật Bản        | Miyamoto Musashi (宮本 武蔵) | - Tập đoàn Criterion Pictures - Fine Arts Films | Takimura Kazuo                    | Inagaki Hiroshi    |

## Từ 1956 đến 1959
| Năm  | Quốc gia | Phim                | Hãng sản xuất                                             | Nhà sản xuất                                               | Đạo diễn         | Ghi chú                                                         |
| ---- | -------- | ------------------- | --------------------------------------------------------- | ---------------------------------------------------------- | ---------------- | --------------------------------------------------------------- |
| 1956 | Ý        | La Strada           | Ponti-De Laurentiis Cinematografica                       | Dino De Laurentiis và Carlo Ponti                          | Federico Fellini |                                                                 |
| 1957 | Ý        | Le Notti di Cabiria | - Ponti-De Laurentiis Cinematografica - Les Films Marceau | Dino De Laurentiis                                         | Federico Fellini |                                                                 |
| 1958 | Pháp     | Mon Oncle           | - Alter - Centauro - Gray - Specta                        | Louis Dolivet, Fred Orain, Alain Terrouane và Jacques Tati | Jacques Tati     |                                                                 |
| 1959 | Pháp     | Orfeu Negro         | - Dispat Films - Gemma - Tupan                            | Sacha Gordine                                              | Marcel Camus     | - tiếng Bồ Đào Nha - Brasil/Pháp/Ý - phim được đề xuất bởi Pháp |

## Thập niên 1960
| Năm  | Quốc gia  | Phim                           | Hãng sản xuất                                                                                  | Nhà sản xuất                                                       | Đạo diễn                | Ghi chú    |
| ---- | --------- | ------------------------------ | ---------------------------------------------------------------------------------------------- | ------------------------------------------------------------------ | ----------------------- | ---------- |
| 1960 | Thụy Điển | Jungfrukällan                  | Hãng kỹ nghệ phim Thụy Điển                                                                    | Ingmar Bergman và Allan Ekelund                                    | Ingmar Bergman          |            |
| 1961 | Thụy Điển | Såsom i en spegel              | Hãng kỹ nghệ phim Thụy Điển                                                                    | Allan Ekelund                                                      | Ingmar Bergman          |            |
| 1962 | Pháp      | Les dimanches de ville d'Avray | - Fidès - Les Films Trocadero - Orsay Films - Terra Film                                       | Romain Pinès                                                       | Serge Bourguignon       |            |
| 1963 | Ý         | Otto e mezzo (8½)              | - Cineriz - Francinez                                                                          | Angelo Rizzoli                                                     | Federico Fellini        |            |
| 1964 | Ý         | Ieri, oggi, domani             | - Compagna Cinematografica Champion - Les Films Concordia                                      | Carlo Ponti                                                        | Vittorio De Sica        |            |
| 1965 | Tiệp Khắc | Obchod na korze                | Barrandov Studio                                                                               | Frank Daniel, Jordan Balurov, M. Broz, Karel Feix và Jaromir Lukas | Ján Kadár và Elmar Klos |            |
| 1966 | Pháp      | Un homme et une femme          | Les Films 13                                                                                   | Claude Lelouch                                                     | Claude Lelouch          |            |
| 1967 | Tiệp Khắc | Ostře sledované vlaky          | Barrandov Studio                                                                               | Zdenek Oves                                                        | Jiri Menzel             |            |
| 1968 | Liên Xô   | Voina i mir (Война и мир)      | Mosfilm                                                                                        |                                                                    | Sergei Bondarchuk       |            |
| 1969 | Algérie   | Z                              | - Văn phòng quốc gia về kỹ nghệ và thương mại điện ảnh Algérie - Reggane Films - Valoria Films | Jacques Perrin và Ahmed Rachedi                                    | Costa-Gavras            | tiếng Pháp |

## Thập niên 1970
| Năm  | Quốc gia      | Phim                                                  | Hãng sản xuất | Nhà sản xuất                                           | Đạo diễn            |
| ---- | ------------- | ----------------------------------------------------- | --- | ------------------------------------------------------ | ------------------- |
| 1970 | Ý             | Indagine su un cittadino al di sopra di ogni sospetto | Vera Films | Daniele Senatore                                       | Elio Petri          |
| 1971 | Ý             | Il Giardino dei Finzi-Contini                         | - CCC Filmkunst GmbH - Documento Film | Artur Brauner, Arthur Cohn và Gianni Hecht Lucari      | Vittorio De Sica    |
| 1972 | Pháp          | Le Charme discret de la bourgeoisie                   | - Dean Film - Greenwich Film Productions - Jet Films S. A                                                                                       | Serge Silberman                                        | Luis Buñuel         |
| 1973 | Pháp          | La Nuit américaine                                    | - Les Films du Carrosse - PECF - PIC | Marcel Berbert                                         | François Truffaut   |
| 1974 | Ý             | Amarcord                                              | - F. C. Productions - PECF. | Franco Cristaldi                                       | Federico Fellini    |
| 1975 | Liên Xô       | Dersu Uzala (Дерсу Узала)                             | - Atelier 41 - Daiei Motion Picture - Mosfilm - Satra                                                                                           | Matsue Yoishi và Nikolai Sizov                         | Kurosawa Akira      |
| 1976 | Côte d'Ivoire | Noir et blancs en couleur                             | - France 3 Cinéma - Reggane Films - Smart Film Produktion - Hội sản xuất phim Pháp (SFP) - Hội điện ảnh Ivoire                                  | Arthur Cohn, Jacques Perrin và Giorgio Silagni         | Jean-Jacques Annaud |
| 1977 | Pháp          | La Vie devant soi                                     | Lira Films | Jean Bolvary                                           | Moshé Mizrahi       |
| 1978 | Pháp          | Preparez vos mouchoirs                                | - Belga Films - C.A.P.A.C. - Les Films Ariane - SODEP                                                                                           | Paul Claudon, Georges Danciger và Alexandre Mnouchkine | Bertrand Blier      |
| 1979 | Đức           | Die Blechtrommel                                      | - Argos Films - Artémis Productions - Bioskop Film - Cơ quan phim Ba Lan - Franz Seitz Filmproduktion - GGB-14 - Hallelujah Films - Jadran Film | Anatole Dauman và Franz Seitz                          | Volker Schlöndorff  |

## Thập niên 1980
| Năm  | Quốc gia    | Phim                                            | Hãng sản xuất | Nhà sản xuất                                         | Đạo diễn           |
| ---- | ----------- | ----------------------------------------------- | --- | ---------------------------------------------------- | ------------------ |
| 1980 | Liên Xô     | Moskva slezam ne verit (Москва Слезам Не Верит) | - Mosfilm - Satra - Sovexportfilm |                                                      | Vladimir Menshov   |
| 1981 | Hungary     | Mephisto                                        | - Mafilm - Manfred Durniok Produktion - Objektiv Studio | Manfred Durniok                                      | Istvan Szabo       |
| 1982 | Tây Ban Nha | Volver a empezar                                | Nickel Odeon S. A. | José Luis Garci                                      | José Luis Garci    |
| 1983 | Thụy Điển   | Fanny och Alexander                             | - Cinematograph AB - Gaumont - Opera Film Produzione - Personafilm - SVT Drama - Sandrews - Học viện phim Thụy Điển (SFI) - Học viện phim Thụy Điển - TVI - Tobis Filmkunst                  | Jörn Donner                                          | Ingmar Bergman     |
| 1984 | Thụy Sĩ     | La Diagonale du fou                             | - Arthur Cohn Productions - Cécilia Films | Arthur Cohn và Martine Marignac                      | Richard Dembo      |
| 1985 | Argentina   | La Historia oficial                             | - Historia Cinematograficas Cinemania - Progress Communications | Marcelo Piñeyro                                      | Luis Puenzo        |
| 1986 | Hà Lan      | De Aanslag                                      | Fons Rademakers Produktie | Fons Rademakers                                      | Fons Rademakers    |
| 1987 | Đan Mạch    | Babettes Gæstebud                               | - Học viện phim Đan Mạch - Panorama | Just Betzer và Bo Christensen                        | Gabriel Axel       |
| 1988 | Đan Mạch    | Pelle erobreren                                 | - Radio Đan Mạch - Học viện phim Đan Mạch - Panorama Film - Per Holst Filmproduktion - SID - Specialarbejderforbundet - Tập đoàn kỹ nghệ phim Thụy Điển (SF) - Học viện phim Thụy Điển (SFI) | Per Holst                                            | Bille August       |
| 1989 | Ý           | Nuovo Cinema Paradiso                           | - Miramax Films - Home Boxoffice Home Video - Phát thanh truyền hình Ý (RAI) - TF1 Films Productions                                                                                         | Mino Barbera, Franco Cristaldi và Giovanna Romagnoli | Giuseppe Tornatore |

## Thập niên 1990
| Năm  | Quốc gia    | Phim                                      | Hãng sản xuất | Nhà sản xuất                                                                   | Đạo diễn            | Ghi chú                           |
| ---- | ----------- | ----------------------------------------- | --- | ------------------------------------------------------------------------------ | ------------------- | --------------------------------- |
| 1990 | Thụy Sĩ     | Reise der Hoffnung                        | - Anta - Catpics AG - Channel Four Films - Cineverde - Condor Films - Dewe Hellthaler International - Eurimages - Schweizer Fernsehen DRS                                                                                       | Peter-Christian Fueter và Alfi Sinniger                                        | Xavier Koller       | tiếng Đức và tiếng Thổ Nhĩ Kỳ     |
| 1991 | Ý           | Mediterraneo                              | - A. M. A. Film - Penta Films S. A. - Silvio Berlusconi Communications | Silvio Berlusconi, Mario Cecchi Gori, Vittorio Cecchi Gori và Gianni Minervini | Gabriele Salvatores |                                   |
| 1992 | Pháp        | Indochine                                 | - Bac Films - Ciné Cinq - La Générale d'Images - Orly Films - Paradis Films | Eric Heumann và Jean Labadie                                                   | Regis Wargnier      |                                   |
| 1993 | Tây Ban Nha | Belle Époque                              | - Animatógrafo - Fernando Trueba Producciones Cinmatográficas - United International Pictures | Fernando Trueba                                                                | Fernando Trueba     | phim được đề xuất bởi Tây Ban Nha |
| 1994 | Nga         | Utomlyonnye solntsem (Утомлённые солнцем) | - Caméra One - Le Studio Canal+ - Studio Trite | Nikita Mikhalkov và Michel Seydous                                             | Nikita Mikhalkov    |                                   |
| 1995 | Hà Lan      | Antonia                                   | - Bard Entertainments - Quỹ hợp tác sản xuất Hà Lan - Truyền thanh văn hóa Hà Lan - Eurimages - Quỹ hợp tác sản xuất châu Âu - Hội phim Flemand - Investco NV - NPS Televisie - Quỹ phim Hà Lan - Prime Time - Stichting Bergen | Gerard Cornelisse, Hans de Weers và Hans de Wolf                               | Marleen Gorris      |                                   |
| 1996 | Séc         | Kolja                                     | - Biograf Jan Svěrák - Centre national de la Cinématographie - CinemArt - TV Séc - Eurimage - Pandora Cinema - Portobello Pictures - Space Films                                                                                | Eric Abraham và Jan Svěrák                                                     | Jan Svěrák          |                                   |
| 1997 | Hà Lan      | Karakter                                  | - Almerica Film - First Floor Features | Laurens Geels                                                                  | Mike van Diem       |                                   |
| 1998 | Ý           | La vita è bella                           | - Cecchi Gori Group Tiger Cinematografica - Melampo Cinematografica | Gianluigi Braschi và Elda Ferri                                                | Roberto Benigni     |                                   |
| 1999 | Tây Ban Nha | Todo sobre mi madre                       | - El Deseo S.A. - France 2 Cinéma - Renn Productions - Vía Digital | Agustín Almodóvar                                                              | Pedro Almodóvar     |                                   |

## Thập niên 2000
| Năm  | Quốc gia              | Phim                          | Hãng sản xuất | Nhà sản xuất                                            | Đạo diễn                         | Ghi chú                        |
| ---- | --------------------- | ----------------------------- | --- | ------------------------------------------------------- | -------------------------------- | ------------------------------ |
| 2000 | Đài Loan              | Ngọa Hổ, Tàng Long (臥虎藏龍) | - Asia Union Film & Entertainment - Tập đoàn hợp tác sản xuất phim Trung Quốc - Columbia Pictures Film Production Asia - EDKO Film - Good Machine - Sony Pictures Classics - United China Vision - Zoom Hunt International Productions Company | William Kong, Li-Kong Hsu và Ang Lee                    | Ang Lee                          |                                |
| 2001 | Bosna và Hercegovina  | Ničija Zemlja                 | - Counihan Villiers Productions - Eurimages - Fabrica - Quỹ điện ảnh Slovenia - Man's Films - Noé Productions - Studio Maj/Casasablanca - Trung tâm điện ảnh Cộng đồng Pháp tại Bỉ - Cơ quan phân phối phim truyền hình Wallons                | Marc Baschet, Frédérique Dumas-Zajdela và Cédomir Kolar | Danis Tanovic                    | tiếng Bosna                    |
| 2002 | Đức                   | Nirgendwo in Afrika           | - Bavaria Film - Constantin Film Produktion GmbH - MTM Cineteve | Bernd Eichinger, Peter Herrmann và Michael Weber        | Caroline Link                    |                                |
| 2003 | Canada                | Les Invasions Barbares        | |                                                         | Denys Arcand                     | tiếng Pháp                     |
| 2004 | Tây Ban Nha           | Mar Adentro                   | - Sogecine - Himenóptero |                                                         | Alejandro Amenábar               |                                |
| 2005 | Nam Phi               | Tsotsi                        | |                                                         | Gavin Hood                       | tiếng Zulu, Xhosa và Afrikaans |
| 2006 | Đức                   | Das Leben der Anderen         | |                                                         | Florian Henckel von Donnersmarck |                                |
| 2007 | Áo                    | Die Fälscher                  | |                                                         | Stefan Ruzowitzky                | tiếng Đức                      |
| 2008 | Nhật Bản              | Người tiễn đưa                | |                                                         | Yojiro Takita                    | tiếng Nhật                     |
| 2009 | Tây Ban Nha Argentina | El Secreto de Sus Ojos        | |                                                         | Juan José Campanella             | tiếng Tây Ban Nha              |

Các năm tiếp theo: phim giành giải và được đề cử

## Thập niên 2010
| Năm         | Tên phim sử dụng trong đề cử | Tên gốc                                      | Đạo diễn                              | Submitting country | Ngôn ngữ                                 |
| ----------- | ---------------------------- | -------------------------------------------- | ------------------------------------- | ------------------ | ---------------------------------------- |
| 2010 (83rd) | In a Better World            | Hævnen                                       | Susanne Bier                          | Đan Mạch           | Tiếng Đan Mạch                           |
| 2010 (83rd) | Biutiful                     | Biutiful                                     | Alejandro González Iñárritu           | Mexico             | Tiếng Tây Ban Nha                        |
| 2010 (83rd) | Dogtooth                     | Kynodontas (Κυνόδοντας)                      | Yorgos Lanthimos                      | Hy Lạp             | Tiếng Hy Lạp                             |
| 2010 (83rd) | Incendies                    | Incendies                                    | Denis Villeneuve                      | Canada             | Tiếng Pháp                               |
| 2010 (83rd) | Outside the Law              | Hors-la-loi                                  | Rachid Bouchareb                      | Algeria            | Tiếng Pháp Arabic                        |
| 2011 (84th) | A Separation                 | Jodái-e Náder az Simin (جدایی نادر از سیمین) | Asghar Farhadi                        | Iran               | Persian                                  |
| 2011 (84th) | Bullhead                     | Rundskop                                     | Michaël R. Roskam                     | Belgium            | Dutch                                    |
| 2011 (84th) | Footnote                     | He'arat Shulayim (הערת שוליים)               | Joseph Cedar                          | Israel             | Hebrew                                   |
| 2011 (84th) | In Darkness                  | W ciemności                                  | Agnieszka Holland                     | Ba Lan             | Tiếng Ba Lan                             |
| 2011 (84th) | Monsieur Lazhar              | Monsieur Lazhar                              | Philippe Falardeau                    | Canada             | Tiếng Pháp                               |
| 2012 (85th) | Amour                        | Amour                                        | Michael Haneke                        | Austria            | Pháp                                     |
| 2012 (85th) | Kon-Tiki                     | Kon-Tiki                                     | Joachim Rønning and Espen Sandberg    | Norway             | Norwegian                                |
| 2012 (85th) | No                           | No                                           | Pablo Larraín                         | Chile              | Tiếng Tây Ban Nha                        |
| 2012 (85th) | A Royal Affair               | En kongelig affære                           | Nikolaj Arcel                         | Đan Mạch           | Tiếng Đan Mạch                           |
| 2012 (85th) | War Witch                    | Rebelle                                      | Kim Nguyen                            | Canada             | Tiếng Pháp Lingala                       |
| 2013 (86th) | The Great Beauty             | La grande bellezza                           | Paolo Sorrentino                      | Italy              | Italian                                  |
| 2013 (86th) | The Broken Circle Breakdown  | The Broken Circle Breakdown                  | Felix van Groeningen                  | Belgium            | Dutch                                    |
| 2013 (86th) | The Hunt                     | Jagten                                       | Thomas Vinterberg                     | Đan Mạch           | Tiếng Đan Mạch                           |
| 2013 (86th) | The Missing Picture          | L'image manquante                            | Rithy Panh                            | Cambodia           | Tiếng Pháp                               |
| 2013 (86th) | Omar                         | Omar (عمر)                                   | Hany Abu-Assad                        | Palestine          | Arabic                                   |
| 2014 (87th) | Ida                          | Ida                                          | Paweł Pawlikowski                     | Ba Lan             | Tiếng Ba Lan                             |
| 2014 (87th) | Leviathan                    | Левиафан                                     | Andrey Zvyagintsev                    | Nga                | Tiếng Nga                                |
| 2014 (87th) | Tangerines                   | Mandariinid                                  | Zaza Urushadze                        | Estonia            | Estonian Tiếng Nga                       |
| 2014 (87th) | Timbuktu                     | Timbuktu                                     | Abderrahmane Sissako                  | Mauritania         | Tamasheq Bambara Arabic Tiếng Pháp       |
| 2014 (87th) | Wild Tales                   | Relatos Salvajes                             | Damián Szifron                        | Argentina          | Tiếng Tây Ban Nha                        |
| 2015 (88th) | Son of Saul                  | Saul fia                                     | László Nemes                          | Hungary            | Tiếng Hungary                            |
| 2015 (88th) | Embrace of the Serpent       | El abrazo de la serpiente                    | Ciro Guerra                           | Colombia           | Tiếng Tây Ban Nha                        |
| 2015 (88th) | Mustang                      | Mustang                                      | Deniz Gamze Ergüven                   | Pháp               | Tiếng Thổ Nhĩ Kỳ                         |
| 2015 (88th) | Theeb                        | Theeb (ذيب)                                  | Naji Abu Nowar                        | Jordan             | Arabic                                   |
| 2015 (88th) | A War                        | Krigen                                       | Tobias Lindholm                       | Đan Mạch           | Tiếng Đan Mạch                           |
| 2016 (89th) | The Salesman                 | Forushandeh (فروشنده)                        | Asghar Farhadi                        | Iran               | Persian                                  |
| 2016 (89th) | Land of Mine                 | Under sandet                                 | Martin Zandvliet                      | Đan Mạch           | Tiếng Đức Tiếng Đan Mạch                 |
| 2016 (89th) | A Man Called Ove             | En man som heter Ove                         | Hannes Holm                           | Thuỵ Điển          | Tiếng Thuỵ Điển                          |
| 2016 (89th) | Tanna                        | Tanna                                        | Martin Butler and Bentley Dean        | Australia          | Nauvhal                                  |
| 2016 (89th) | Toni Erdmann                 | Toni Erdmann                                 | Maren Ade                             | Đức                | Tiếng Đức                                |
| 2017 (90th) | A Fantastic Woman            | Una mujer fantástica                         | Sebastián Lelio                       | Chile              | Tiếng Tây Ban Nha                        |
| 2017 (90th) | The Insult                   | ʼadiyye raʼam 23 (قضية رقم ٢٣)               | Ziad Doueiri                          | Lebanon            | Arabic (Lebanese)                        |
| 2017 (90th) | Loveless                     | Nelyubov (Нелюбовь)                          | Andrey Zvyagintsev                    | Nga                | Tiếng Nga                                |
| 2017 (90th) | On Body and Soul             | Testről és lélekről                          | Ildikó Enyedi                         | Hungary            | Tiếng Hungary                            |
| 2017 (90th) | The Square                   | The Square                                   | Ruben Östlund                         | Thuỵ Điển          | Tiếng Thuỵ Điển Tiếng Đan Mạch Tiếng Anh |
| 2018 (91st) | Roma                         | Roma                                         | Alfonso Cuarón                        | Mexico             | - Spanish - Mixtec                       |
| 2018 (91st) | Capernaum                    | Capharnaüm (کفرناحوم)                        | Nadine Labaki                         | Lebanon            | Arabic (Lebanese)                        |
| 2018 (91st) | Cold War                     | Zimna wojna                                  | Paweł Pawlikowski                     | Ba Lan             | Tiếng Ba Lan                             |
| 2018 (91st) | Never Look Away              | Werk ohne Autor                              | Florian Henckel von Donnersmarck      | Đức                | Tiếng Đức                                |
| 2018 (91st) | Shoplifters                  | - Manbiki Kazoku (万引き家族)                | Hirokazu Kore-eda                     | Nhật Bản           | Tiếng Nhật                               |
| 2019 (92nd) | Ký sinh trùng                | Gisaengchung (기생충)                        | Bong Joon-ho                          | Hàn Quốc           | Tiếng Hàn Tiếng Anh                      |
| 2019 (92nd) | Corpus Christi               | Boże Ciało                                   | Jan Komasa                            | Ba Lan             | - Polish                                 |
| 2019 (92nd) | Honeyland                    | Honeyland                                    | Tamara Kotevska and Ljubomir Stefanov | Bắc Macedonia      | Macedonian Tiếng Thổ Nhĩ Kỳ Tiếng Bosnia |
| 2019 (92nd) | Les Misérables               | Les Misérables                               | Ladj Ly                               | Pháp               | Tiếng Pháp                               |
| 2019 (92nd) | Pain and Glory               | Dolor y Gloria                               | Pedro Almodóvar                       | Tây Ban Nha        | Tiếng Tây Ban Nha                        |

## Đề cử và giải thưởng theo nước
Cập nhật đến 2009
| Quốc gia                                                                                              | Số giải thưởng | Số đề cử |
| --- | -------------- | -------- |
| Ý | 10             | 27       |
| Pháp                                                                                                  | 9              | 34       |
| Tây Ban Nha                                                                                           | 4              | 19       |
| Nhật Bản                                                                                              | 4              | 15       |
| Đức                                                                                                   | 3              | 15       |
| Thụy Điển                                                                                             | 3              | 14       |
| Liên Xô                                                                                               | 3              | 10       |
| Hà Lan                                                                                                | 3              | 7        |
| Đan Mạch                                                                                              | 2              | 7        |
| Tiệp Khắc                                                                                             | 2              | 6        |
| Thụy Sĩ                                                                                               | 2              | 5        |
| Hungary                                                                                               | 1              | 8        |
| Argentina                                                                                             | 1              | 5        |
| Algérie Canada                                                                                        | 1              | 4        |
| Cộng hòa Séc Nga Đài Loan                                                                             | 1              | 3        |
| Nam Phi                                                                                               | 1              | 2        |
| Bosna và Hercegovina Bờ Biển Ngà                                                                      | 1              | 1        |
| Mexico Ba Lan                                                                                         | -              | 7        |
| Israel Nam Tư                                                                                         | -              | 6        |
| Bỉ | -              | 5        |
| Brasil Hy Lạp Na Uy Trung Quốc                                                                        | -              | 4        |
| Ấn Độ                                                                                                 | -              | 3        |
| Anh                                                                                                   | -              | 2        |
| Việt Nam                                                                                              | -              | 1        |
| Áo Cuba Phần Lan Israel Gruzia Hồng Kông Iran Macedonia Nepal Nicaragua Palestine Uruguay Puerto Rico | -              | 1        |

1. ^  2 danh hiệu cho nước Đức thống nhất, 1 danh hiệu cho CHLB Đức
2. ^  6 đề cử cho nước Đức thống nhất, 8 cho CHLB Đức, 1 cho CHDC Đức